# Samsung Galaxy Note 10
Ne doit pas être confondu avec Galaxy Note 10.1.
Pour les articles homonymes, voir Samsung Galaxy Note.
Les Samsung Galaxy Note 10, Galaxy Note 10+ et Galaxy Note 10 Lite sont trois smartphones haut de gamme Android de type phablette du constructeur sud-coréen Samsung qui ont été annoncés le 7 août 2019. Ils font partie de la gamme Galaxy Note.
Ils viennent succéder au Samsung Galaxy Note 9, présenté un an plus tôt.

## Caractéristiques
Ce modèle, annoncé le 7 août 2019, existe en version Note 10+, Note 10 5G et Note 10+ 5G. Les nouveaux appareils permettent de filmer en 3D.
Le téléphone utilise deux types de puces SOC selon les zones géographiques : une puce Exynos 9825 de Samsung pour l’Europe et l’Asie et un SOC Snapdragon 855 pour l’Amérique et la Chine. Il en est de même pour le processeur graphique : un ARM Mali G76 MP12 et un Adreno 640 pour les États-Unis et la Chine.
Il possède un appareil photo triple capteurs pour le Note 10 et quadruple pour le Note 10+. Le Note 10 possède un écran 6,3 pouces et le Note 10+ de 6,8 pouces. Enfin, ils ne possèdent pas de prise jack.
Le 3 janvier 2020 est annoncée une version allégée, le Galaxy Note 10 Lite. Ayant les bords arrondis, et un appareil photo arrière rectangulaire, il possède un écran 6,7 pouces plat. Il est équipé d'un processeur Exynos 9810 et 6 Go de mémoire vive et une mémoire interne de 128 Go, et qui peut être étendue jusqu'à 512 Go avec une carte microSD.

## Galerie

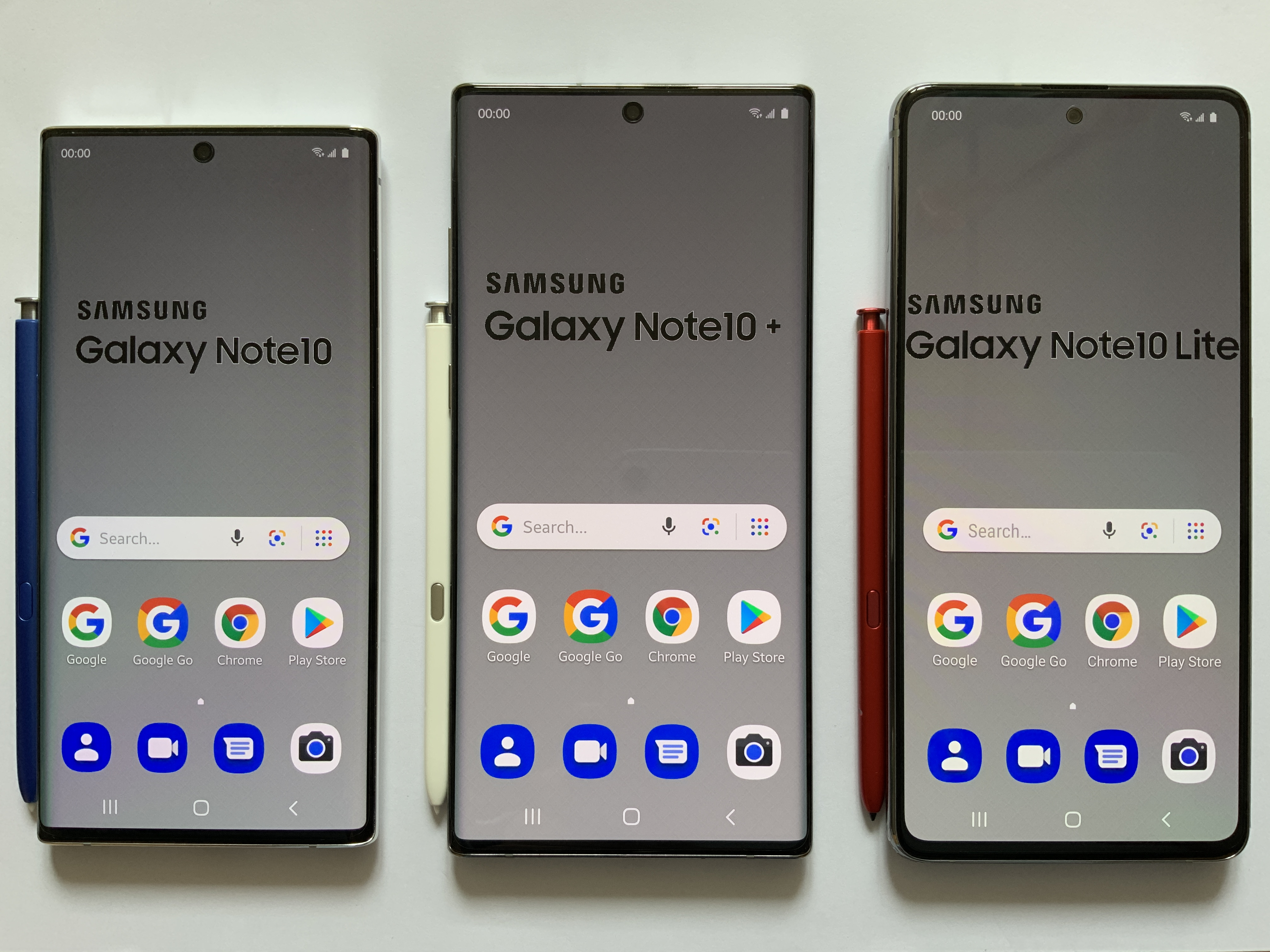
Galaxy Note 10 et Note 10 Lite (face avant)
Galaxy Note 10 et Note 10 Lite (derrière)
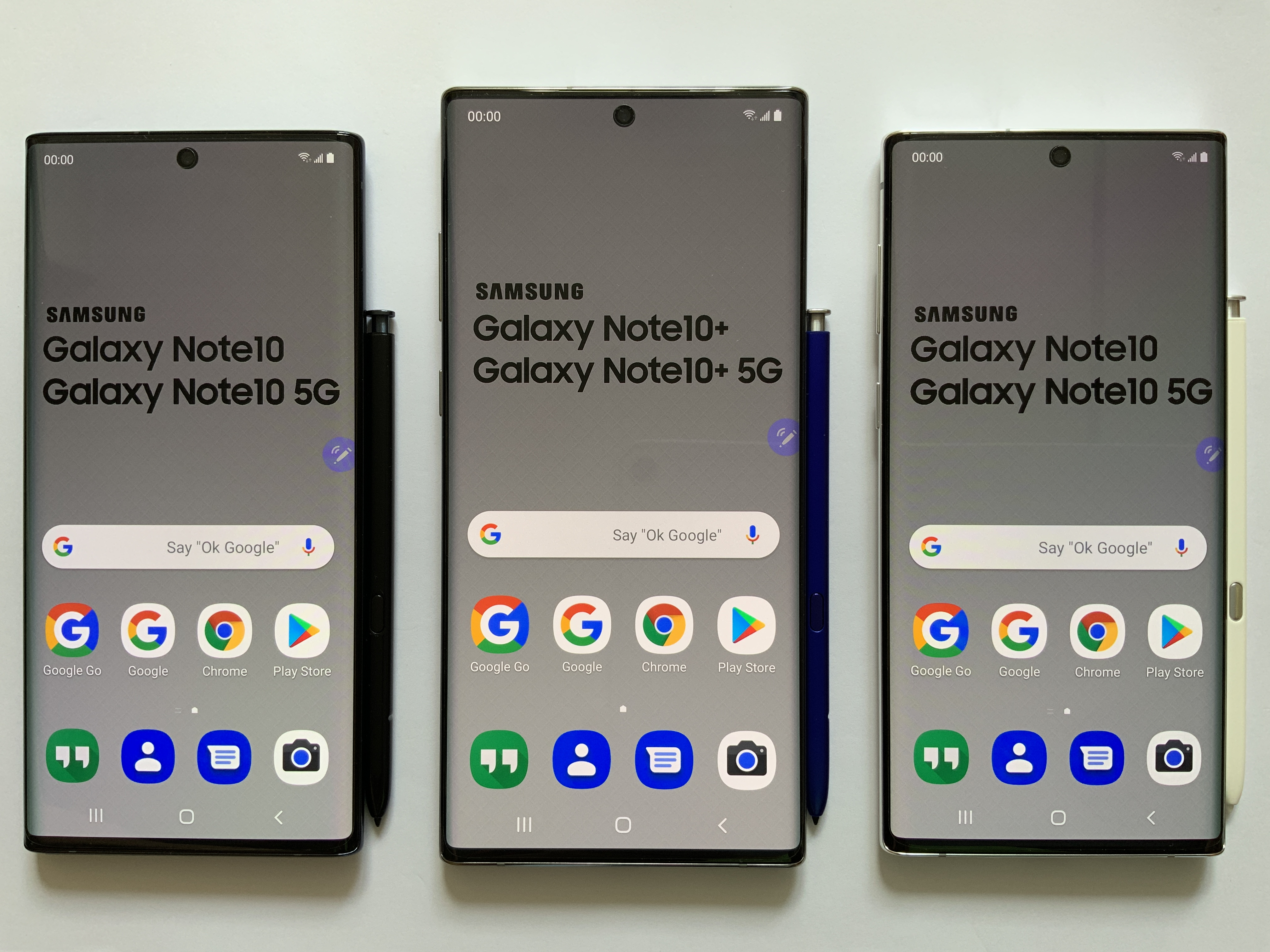
Galaxy Note 10 et Note 10+ (face avant)
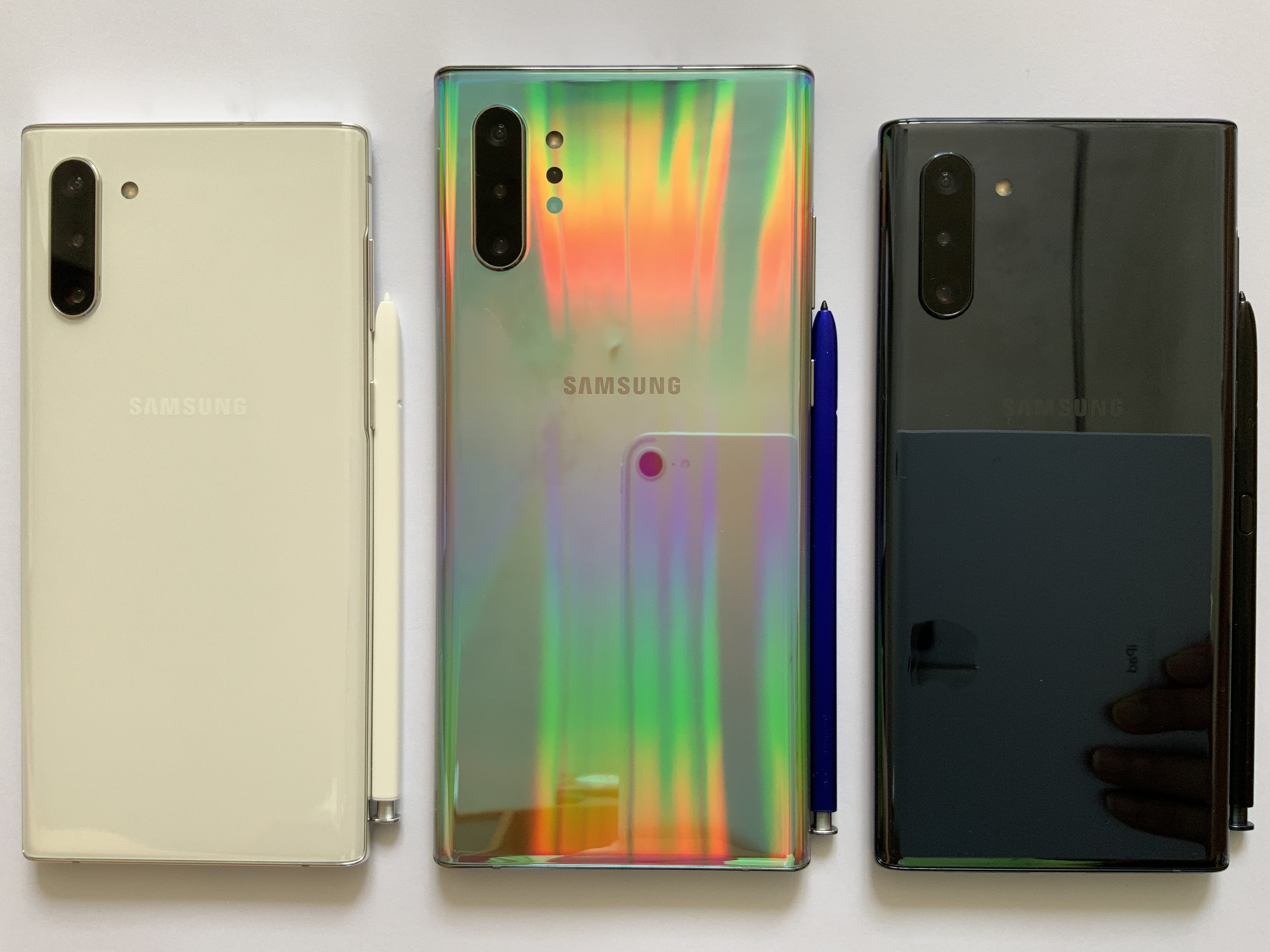
Galaxy Note 10 et Note 10+ (derrière)